# Limnanthes bakeri
Limnanthes bakeri är en sumpörtsväxtart som beskrevs av John Thomas Howell. Limnanthes bakeri ingår i släktet sumpörter, och familjen sumpörtsväxter. Inga underarter finns listade i Catalogue of Life.